# Joan Tozzer
Joan Tozzer, née le 19 septembre 1921 à Boston (Massachusetts) et morte le 15 avril 2012 à Dedham (Massachusetts), est une patineuse artistique américaine qui patine en individuel et en couple artistique. Elle est triple championne nationale dans les deux disciplines.

## Biographie

### Carrière sportive
Joan Tozzer est la fille de l'anthropologue Alfred Tozzer (1877-1954) et de Margaret Castle (1886-1979). Son premier contact avec le patinage artistique se fait à l'âge de trois ans, lorsque son père utilise un tuyau d'arrosage pour créer une patinoire dans le jardin de la maison en hiver. Il devient évident qu'elle a à la fois de l'enthousiasme et du talent pour le sport, et elle rejoint le prestigieux Skating Club de Boston, l'un des plus anciens clubs de patinage artistique aux États-Unis.
Elle concourt en patinage individuel et en patinage de couple avec son partenaire Bernard Fox. En individuel, elle est triple championne des États-Unis de 1938 à 1940 et vice-championne nord-américaine en 1939. En couple artistique, elle est championne junior des États-Unis en 1936, puis triple championne nationale de 1938 à 1940 et championne nord-américaine en 1939.
Elle est nommée capitaine de l'équipe américaine de patinage sur glace pour les Jeux olympiques d'hiver de 1940, qui devaient avoir lieu à Sapporo, au Japon. À la suite de l'annulation des Jeux à cause de la Seconde Guerre mondiale, elle se voit refuser les honneurs olympiques et arrête les compétitions en 1940 à l'âge de 18 ans.

### Vie privée
Elle épouse Philip Spalding Jr. en 1940 et le couple déménage à Honolulu à Hawaï. Après son divorce, elle épouse William Ames Lincoln en 1952 et retourne avec lui dans le Massachusetts, à Chestnut Hill. Après la mort de son deuxième époux en 1969, elle se marie une dernière fois, avec Edward Cave, chirurgien orthopédiste au Massachusetts General Hospital jusqu'à son décès en 1976.
Elle a sept enfants, dont l'un est décédé de la grippe à l'âge de sept ans. Bien que ses enfants aient appris à patiner, Joan Tozzer ne les a jamais poussés vers une carrière sportive.

### Hommage
Joan Tozzer est intronisée au Temple de la renommée du patinage artistique américain en 1997.

## Palmarès
En couple artistique avec Bernard Fox.
| Compétitions en individuel                                                 | 1937 | 1938 | 1939 | 1940 |  |  |  |  |  |  |  |  |  |  |  |  |
| Jeux olympiques d'hiver                                                    |      |      |      | JA   |  |  |  |  |  |  |  |  |  |  |  |  |
| Championnats du monde                                                      |      |      |      | CA   |  |  |  |  |  |  |  |  |  |  |  |  |
| Championnats d'Amérique du Nord                                            |      |      | 2e   |      |  |  |  |  |  |  |  |  |  |  |  |  |
| Championnats des États-Unis                                                |      | 1re  | 1re  | 1re  |  |  |  |  |  |  |  |  |  |  |  |  |
|                                                                            |      |      |      |      |  |  |  |  |  |  |  |  |  |  |  |  |
| Compétitions en couple                                                     | 1937 | 1938 | 1939 | 1940 |  |  |  |  |  |  |  |  |  |  |  |  |
| Jeux olympiques d'hiver                                                    |      |      |      | JA   |  |  |  |  |  |  |  |  |  |  |  |  |
| Championnats du monde                                                      |      |      |      | CA   |  |  |  |  |  |  |  |  |  |  |  |  |
| Championnats d'Amérique du Nord                                            | 4e   |      | 1re  |      |  |  |  |  |  |  |  |  |  |  |  |  |
| Championnats des États-Unis                                                | 3e   | 1re  | 1re  | 1re  |  |  |  |  |  |  |  |  |  |  |  |  |
| Légende : JA = Jeux olympiques d'hiver annulés ; CA = Championnats annulés |      |      |      |      |  |  |  |  |  |  |  |  |  |  |  |  |